# Heliophila cornellsbergia
Heliophila cornellsbergia är en korsblommig växtart som beskrevs av B.J. Pienaar och Nicholas. Heliophila cornellsbergia ingår i släktet solvänner, och familjen korsblommiga växter. Inga underarter finns listade i Catalogue of Life.